# Microsoft Windows
« Windows » redirige ici. Pour les autres significations, voir Windows (homonymie) et Win.
Microsoft Windows [ˈwɪndoʊz]  (littéralement « Fenêtres » en anglais) est une gamme de systèmes d’exploitation propriétaires développés par Microsoft. Elle se décline en plusieurs produits : pour ordinateurs personnels, pour serveurs (Windows Server) et pour systèmes embarqués (Windows Embedded).
La première version de Windows, en 1985, n'était qu'une interface graphique pour MS-DOS, qui était alors le principal système d'exploitation utilisé sur les ordinateurs IBM (tout comme sur ceux compatibles avec l'architecture d'IBM, ces ordinateurs étant dits « compatible PC »), car MS-DOS n'était qu'une interface en ligne de commande. À partir de 1993, Windows adopte le nouveau kernel Windows NT et s'affranchit de MS-DOS. Les versions les plus récentes sont Windows 11, sorti en 2021, et Windows 10, sorti en 2015. 
Windows est l'un des principaux systèmes d'exploitation pour ordinateurs de bureau et ordinateurs portables dans le monde. Sa part de marché est d'environ 70 % en 2023. 
Microsoft est critiqué pour ses pratiques anticoncurrentielles et a été condamné en Europe pour abus de position dominante.

## Historique

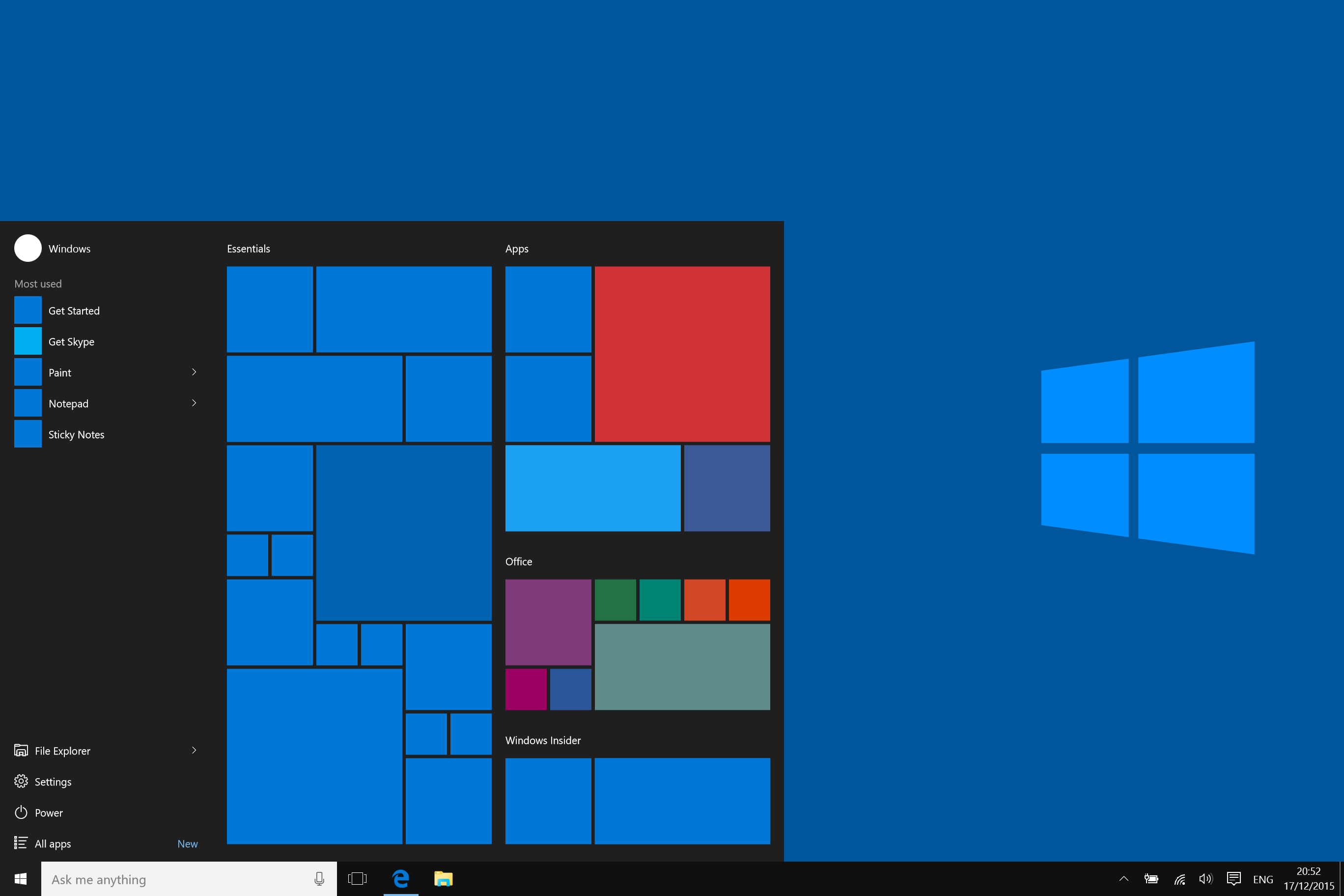
Interface (de façon abstraite) du système d'exploitation Microsoft Windows 10, avec une mise en valeur du nouveau menu démarrer.

DOS, que ce soit dans sa version IBM PC-DOS ou dans les versions pour clones MS-DOS, ne comportait pas d'interface graphique. Il était possible avec une grande facilité de créer des graphiques sous le langage BASICA (GW-BASIC pour les clones) livré avec le système, mais les commandes devaient être mémorisées par l'utilisateur et tapées à la main, ce qui rendait le système pénible d'emploi.
Par ailleurs, chaque couple application/périphérique exigeait son pilote générique, ce qui rendait la gestion de ces pilotes compliquée et constituait un frein à l'évolution des configurations.
Inspirées d'interfaces comme celles du Xerox Alto, puis du Apple Lisa et du Macintosh d'Apple, les premières versions de Windows, en 16 bits, s'appuyaient sur l'OS existant : MS-DOS (sorti quatre ans auparavant, en 1981). Celui-ci ayant été conçu monotâche, on y lançait Windows comme un simple programme, qui incorporait dès lors quelques-unes de ses fonctions (comme le tracking de la souris au système). La limitation intrinsèque propre au monotâche, ainsi que le côté marginal de Windows 1.0 (dont les fenêtres ne faisaient que partager l'écran sans superpositions) n'inquiétèrent pas alors le rival Apple, plus préoccupé de la stratégie d'IBM. Il est annoncé le 10 novembre 1983 par Bill Gates (son fondateur), il sera disponible à partir du 20 novembre 1985.
IBM ne pensait pas l'usage du mode graphique viable avec la limitation à 640 K du DOS ni la faible résolution des écrans de l'époque et s'orienta vers un multi-fenêtrage en mode texte, Topview, très réactif, mais gardant l'inconfort du DOS.
La version 2 de Windows (1987) déclencha de la part d'Apple un procès pour contrefaçon. Mais Apple le perdit (en appel) à cause du précédent de l'Alto (contre Digital Research). Apple continua tout de même de menacer Microsoft, ce qui aboutit en 1997 à un règlement à l'amiable : Microsoft produirait Office et Internet Explorer pour Mac OS et prendrait une part des actions Apple à hauteur de 6 %.
Sorti en 1990, Windows 3.0 intégra trois versions livrées simultanément : une en mode 8086 (16 bits simples), une seconde en mode 80286 (16 bits avec adressage étendu) et une troisième en mode 80386 (adressage 32 bits). L'appel de la commande win depuis le DOS effectuait quelques tests système et lançait automatiquement la version jugée la plus appropriée, sauf demande expresse de l'utilisateur au moyen de paramètres. La version du DOS était elle aussi testée, afin de substituer autant de fonctions Windows que possible à celle du DOS, qui ne servait plus guère que de lanceur, et d'implanter les vecteurs d'appel aux bons endroits (un effet collatéral fut une série de messages d'avertissement si on lançait Windows depuis un OS concurrent comme DR-DOS). Son usage d'Adobe Type Manager rendait déjà la qualité d'affichage bien meilleure.
La version de Windows 3.1 poussa cette qualité un peu plus loin en remplaçant Adobe Type Manager par TrueType. Une version 3.11, Windows for Workgroups, intégra de façon native l'usage du réseau local.
Ces versions avaient peu à peu fini par intégrer un noyau[réf. nécessaire], un shell propre similaire au DOS et des utilitaires de gestion du DOS, en plus de l'interface graphique qui donna son nom au système d'exploitation. Elles furent donc considérées comme les successeurs de MS-DOS, avec le confort que chaque périphérique comme chaque application n'avait besoin dès lors que du pilote Windows, ce qui simplifiait considérablement la gestion de ceux-ci.
Avec Windows 95 (1995), le système d'exploitation, épaulé par une importante campagne de publicité grand public, rencontre un grand succès, dû en partie au fait que son éditeur a passé de très nombreux accords d'exclusivité avec les constructeurs d'ordinateurs leur interdisant d'installer un autre système sous peine de sanctions financières. Il est vendu préinstallé sur la quasi-totalité des ordinateurs personnels.
Windows NT commencé en 1993, permet à Microsoft d'asseoir Windows dans les entreprises, suivi par Windows 2000.
Windows XP (mars 2002) marque un tournant : la fusion des systèmes grand public (Windows 98/Me) et professionnels (Windows NT, 2000). L'adoption de celui-ci est progressive mais sa durée de vie en fera un système toujours répandu dix ans après sa sortie. Il met aussi en évidence les lacunes de sécurité du noyau utilisé et Microsoft est obligé de revoir intégralement le code de Windows en 2003.
Windows Vista se veut novateur mais souffre de gros défauts (lenteurs, stabilité) qui le rendent très impopulaire, malgré un Service pack 1, passé inaperçu, qui en résoudra la plupart.
Windows 7, qui est en quelque sorte une version entièrement achevée et optimisée de Windows Vista, connaît un grand taux d'adoption : son interface et sa sécurisation figurent parmi ses atouts. Il est le système encore le plus plébiscité de tous les Windows.
Windows 8 est une nouvelle rupture pour Microsoft : plus ou moins un nouveau noyau, nouveau type d'applications téléchargeables depuis un Store, optimisation de la consommation mémoire et processeur le rendant utilisable sur des configurations plus légères. Cependant, son interface trop pensée pour le tactile rebutera un grand nombre d'utilisateurs, notamment par l'absence du « menu démarrer » historique qui les oblige à utiliser des logiciels tiers en remplacement comme Classic Shell permettant de rajouter le menu démarrer de Windows 7.
Windows 10 marque un nouveau tournant : code partagé avec les téléphones, interface revenant à un menu démarrer sur les PC traditionnels, promotion des applications « universelles » (fonctionnant sur PC et smartphones à condition de posséder un matériel compatible). Cette version est aussi une grande nouveauté en matière de gestion de mises à jour : elles sont permanentes et obligatoires (afin de renforcer la sécurité), et une nouvelle version de Windows doit sortir environ tous les six mois. Un nouveau navigateur remplace Internet Explorer : Microsoft Edge. Le seul bémol étant l'excès de surveillance des utilisateurs par le biais de programmes de diagnostics, de sauvegarde des historiques internet pour la prédiction de pages ou des données d'utilisation, qui rebutent encore beaucoup d'utilisateurs. Cependant la majorité de ces options sont désactivables dans les paramètres de Windows.

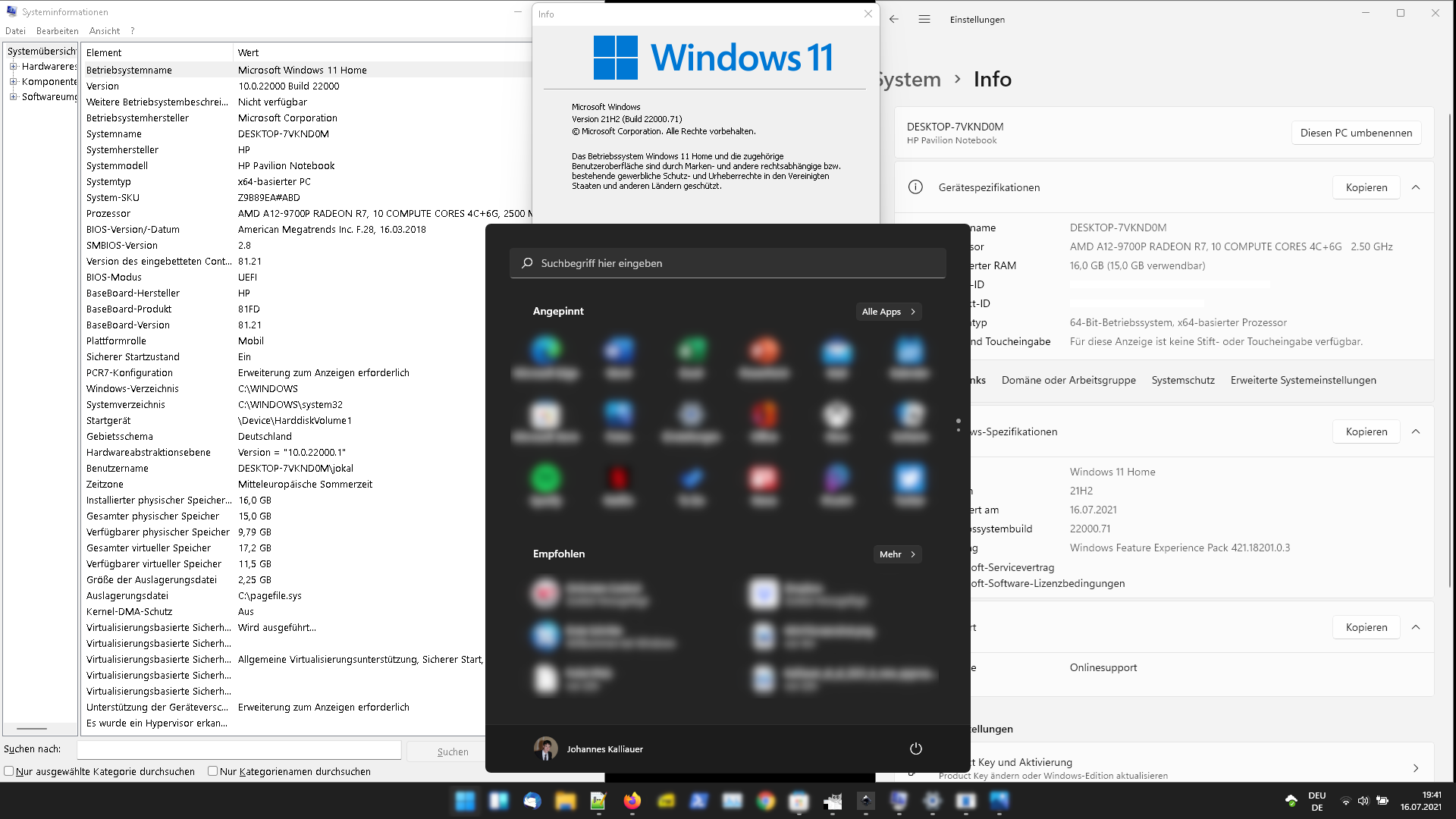
Interface de Windows 11.

Windows 11 marque aussi un tournant en lançant une nouvelle interface, un nouveau Microsoft Store, Microsoft Teams et l'application Xbox intégrés, en changeant automatiquement le SDR en HDR (avec un écran compatible HDR), ainsi que l'arrivée des applications Win32 et Android sur le Store.

## Compléments
Bill Gates a appelé son service d'exploitation « Windows » (« Fenêtres »), car l'innovation principale du shell puis du système d'exploitation était l'emploi de fenêtres d'affichage.
La gamme Windows est composée de plusieurs branches (voir la section Branches techniques de Windows) :
- la première, dite branche 16 bits, couvre Windows 1 à 3.11 (3.2 en chinois). Elle est apparue en 1985 et fonctionnait uniquement sur des PC compatibles, en mode 16 bits ;
- la deuxième, dite branche Windows NT (Windows NT 3.1, NT 4.0, puis Windows 2000), est apparue en 1993. C’est un développement repartant de zéro, destiné aux ordinateurs personnels, aux serveurs et à des ordinateurs non compatibles PC. Elle a d’abord été utilisée dans les entreprises. Avec Windows XP, sorti en 2001, qui continue la branche Windows NT, cette branche est désormais aussi grand public, et se poursuit avec Windows Vista, Windows 7, Windows 8 et Windows 10 ;
- la troisième, parfois appelée branche Windows 9x, est apparue en 1995 et a existé parallèlement avec la branche NT. Cette branche a débuté avec Windows 95, suivi de Windows 98 et Windows Me. Elle était plus connue du grand public et avait pour vocation de remplacer la première branche. C’est la première branche grand public compatible 32 bits. L'interface graphique était compatible avec le mode 32-bits mais basée sur l'OS MS-DOS (en version 7.1) nativement 16-bits avec néanmoins l'ajout de quelques modes de gestion améliorée de la mémoire ;
- la quatrième, dite branche Windows CE, apparue en 1996 avec Windows CE 1.0. Elle est destinée aux systèmes embarqués et matériels légers et portables (assistant personnel, téléphone portable). C’est la base de Windows Mobile et Pocket PC ;
- la cinquième branche, dite branche Windows RT, conçue exclusivement pour les processeurs ARM (architecture notamment présente dans les tablettes).

## Branches techniques de Windows
Voir la section « Chronologie des sorties ».

### Branche16 bits

Logo de Windows 3.x.

Noms de code connus entre parenthèses.
- Windows 1.0 (Interface Manager) : novembre 1985
- Windows 2.0 : décembre 1987
  - Windows 2.10 (deux versions, Windows/286 et Windows/386) : mai 1988
  - Windows 2.11 (deux versions, Windows/286 et Windows/386) : mars 1989
- Windows 3.0 : mai 1990
  - Windows 3.1 (Janus) : avril 1992
  - Windows for Workgroups 3.1 (Kato) : octobre 1992
  - Windows for Workgroups 3.11 (Snowball) : novembre 1993
  - Windows for Workgroups 3.2 (Version chinoise de Windows for Workgroups 3.11) : Date inconnue

Les premières versions de Windows étaient lancées depuis DOS et utilisaient le système de fichiers de DOS. Windows a immédiatement incorporé certaines fonctions de système d’exploitation, notamment un format d’exécutable propre, la gestion des processus en multitâche coopératif (aux fonctionnalités peu probantes lorsque des applications DOS y étaient utilisées), la gestion de mémoire virtuelle, et des pilotes pour gérer l’affichage, l’impression, le clavier, le son, etc. Windows 2.10 pour 386 tirait également parti des nouvelles capacités de l’Intel 80386, tel le placement du noyau en mode protégé et l’exécution des programmes DOS dans une machine virtuelle en mode virtuel 8086.
On pouvait utiliser Windows avec d’autres DOS que le MS-DOS de Microsoft, comme PC-DOS d’IBM ou DR-DOS, sous réserve de passer outre aux messages de dissuasion émis lors de l’installation. À partir de Windows 95, l’interface graphique est devenue commercialement associée à MS-DOS. Cela a motivé un procès entre Caldera, éditeur à l’époque de DR-DOS, qui permettait également de faire tourner Windows, et Microsoft. Caldera estimait en effet que Microsoft adoptait ainsi une pratique anticoncurrentielle de vente forcée, sans fondement technique réel.
À partir de Windows XP, on peut considérer que le DOS a bel et bien disparu des systèmes d’exploitation grand public de Microsoft, bien qu’une émulation reste disponible.

### Branche Windows 9x

Noms de codes connus entre parenthèses.
- Windows 95 (Chicago) : 24 août 1995
- Windows 95 OSR1 : 14 février 1996
- Windows 95 OSR2 (Detroit) : 24 août 1996
- Windows 95 OSR2.1 : 27 août 1997
- Windows 95 OSR2.5 : 26 novembre 1997
- Windows 98 (Memphis) : juin 1998
- Windows 98 Seconde Édition (souvent abrégé en « Windows 98 SE ») : mai 1999
- Windows Me (ou Windows Millennium Edition) : septembre 2000

À cause du noyau NT trop jeune et de l'utilisation importante de programmes tournant sous MS-DOS, Microsoft décida d’éditer un système d’exploitation à destination du grand public, qui reprendrait certains avantages de Windows NT tout en restant compatible avec les versions antérieures de Windows et MS-DOS.
Les systèmes Windows 95 et suivants furent des évolutions hybrides 16/32 bits des versions Windows 3.0 et 3.1. Ils sont tous construits sur le même modèle de pilotes : les VxD. En 1995, Windows 95 apporta plusieurs améliorations : le multitâche préemptif, la couche réseau inspirée de celle de NT, une interface graphique nouvelle. Ce n’est pas un nouveau système d’exploitation, mais une évolution de Windows 3.1. Windows 95 devait pouvoir fonctionner sur des configurations d’entrée de gamme avec 4 Mo de mémoire vive. La version OSR2 de Windows 95 apporta la prise en charge de l’USB et de FAT32.
Cette première mouture, connue durant son développement sous le nom de code « Chicago » et sortie sous le nom de Windows 95, a connu plusieurs évolutions, dont Windows 98 et Windows Me (Millennium Edition), qui ont permis de confirmer la popularité des systèmes d’exploitation de Microsoft. Ses différentes versions ont souffert d’une réputation[réf. nécessaire] d’instabilité et de vulnérabilité aux attaques par les réseaux. En 2001, Microsoft a décidé de mettre un terme à cette branche en sortant Windows NT 5.1 connu sous le nom de Windows XP, plus stable et moins vulnérable[réf. nécessaire] (voir l'article Windows 9x).

### Branche Windows NT
La branche NT (Nouvelle Technologie), est une famille de systèmes d’exploitation développés à partir de zéro, bien qu’elle soit une évolution de l’API de Windows souvent appelée Win32. Windows NT est né du divorce de Microsoft et d’IBM sur le développement du système d’exploitation OS/2. Windows NT a été développé pour concurrencer les systèmes utilisés en entreprise.
Le noyau serait inspiré de VAX VMS et d’Unix et apporte des concepts nouveaux, comme la notion d’objet permettant une utilisation uniforme. Il est conçu à l’origine pour les processeurs de famille x86 (à partir de l’Intel 80386), MIPS, DEC Alpha et PowerPC. Il n’existait pour ces processeurs que des versions 32 bits, bien que certains soient en 64 bits. Aujourd’hui, les familles x86, x86-64 et Itanium sont supportées, en 64 bits pour les deux dernières. L’arrêt successif du support des différents processeurs est dû à des raisons économiques.
Elle permet le multitâche préemptif, le multithreading, un modèle d’exécution séparée (chaque processus possède une zone de mémoire séparée, sans accès à celle des autres processus). Elle dispose aussi d'un système de gestion de fichiers propre, le NTFS (qui possède comme innovations principales les notions de droits d'accès et de propriété) en plus de ceux utilisés par les branches antérieures, FAT12 (rapidement disparu à partir de Windows XP), FAT16 et pour Windows 9x, FAT32.
Sa disponibilité pour le grand public a eu lieu avec la sortie de Windows XP, première version familiale à être fondée sur cette branche unifiée après le succès de Windows 2000 dans sa version professionnelle.

Logo de Windows de 1990 à 1995.
Logo de Windows de 1995 à 2000.
Logo de Windows de 2001 à 2006. Sur Windows XP.
Logo de Windows de 2005 à 2012. Sur Windows Vista et Windows 7.
Logo de Windows de 2012 à 2015. Sur Windows 8 et 8.1.
Logo de Windows de 2015 à 2021. Sur Windows 10.
Logo de Windows depuis 2021. Sur Windows 11.

### Branche Windows CE
- Windows CE 1 : novembre 1998
- Windows CE 2 : novembre 1997
- Windows CE 2.1 : juillet 1998
- Windows CE 3 : 1999
- Windows CE.NET : 2000
- Pocket PC 2000 : 2001
- Pocket PC 2002 : 2002
- Windows Mobile 2003 : 2003
- Windows Mobile 2003 SE (Second Edition) : 2004
- Windows Mobile 5.0 (nom de code : Magneto) : 2005
- Windows Mobile 6.0 : 2007
- Windows Mobile 6.1 : 1er avril 2008
- Windows Mobile 6.5 : 2009
- Windows Phone 7.0 : Septembre 2010 (abandon CE)

Cherchant à s’imposer sur le marché en pleine croissance des assistants personnels (PDA), Microsoft a développé une version légère de son système d’exploitation et s’est associé aux grands constructeurs d’ordinateurs personnels pour pénétrer ce marché jusque-là dominé par Palm. Les produits exploitant ce type de plate-forme sont appelés Pocket PC. Adapté aux contraintes de ces machines (affichage, mémoire), Windows CE présente une interface similaire à celle de systèmes d’exploitation pour PC bien que son noyau soit différent.
Avec la sophistication croissante des appareils ménagers, le but avoué de Microsoft est d’installer Windows CE (ou une version ultérieure) sur tous les appareils de la maison, créant ainsi un univers domotique intégré. Des versions de Windows CE sont d’ores et déjà disponibles pour les téléphones portables. Depuis 2003, l’appellation « Pocket PC » a été remplacée par « Windows Mobile ». Il existe donc Windows Mobile 2003 pour Pocket PC et Windows Mobile 2003 pour smartphone.
Le binaire issu de la compilation d’un programme écrit en langage C# de Microsoft est automatiquement compatible avec cette plate-forme, si l’on suit certaines restrictions (des bibliothèques liées en particulier). Il faut néanmoins vérifier la présence du Framework .NET sur la machine cible afin de pouvoir l’exécuter.

### Branche Windows RT / Windows S
Windows RT est une version du système d'exploitation Windows 8 pour les appareils ARM comme certaines tablettes. Le sigle RT n'a pas de signification officielle. Contrairement à d'autres systèmes d'exploitation Windows, il ne pourra exécuter que les applications certifiées par Microsoft et placées dans le magasin de Windows Store.
Windows RT inclut d'autres applications telles que Microsoft Word, Excel, PowerPoint et OneNote 2013 RT. Microsoft vend ce système d'exploitation uniquement aux fabricants d'appareils, et non comme un produit autonome pour les consommateurs. Par sa compatibilité logicielle réduite aux logiciels du Windows Store, cette version de Windows est arrêtée avec Windows 10. 
En 2017, Microsoft sort Windows 10 S, système d'exploitation très proche de Windows RT (bien que, contrairement à ce dernier, l'installation d'applications Win32 tierces soit possible), mais destiné au marché de l'éducation.
En 2021, Microsoft sort Windows 11 S, qui est le successeur de Windows 10 S.

## Construction
Un système d'exploitation tel que ceux de la série Windows est un ensemble de programmes qui manipule les moyens matériels de l'ordinateur et offre aux logiciels applicatifs des services en rapport avec leur utilisation. Les principaux programmes internes de la série Windows NT sont la couche d'abstraction matérielle, le noyau, les pilotes, le système graphique, et les interfaces de programmation Win32 et POSIX. Une partie des programmes sont exécutés en mode noyau, et le reste est exécuté en mode utilisateur. Lorsqu'un programme est exécuté en mode utilisateur, ses possibilités sont limitées: l'accès à certains emplacement de mémoire et l'exécution de certaines instructions est interdite. Les produits de la famille Windows comportent différents programmes permettant l'exécution d'applications dans différents environnements ayant chacun sa propre interface de programmation : MS-DOS, OS/2, POSIX ou Win32 - ce dernier, peu utilisé au début, est devenu l'environnement de référence, utilisé par la majorité des applications pour Windows.
L'interface de programmation Win32 est un très large ensemble de fonctions, utilisées par les applications notamment pour manipuler des processus, des threads, utiliser les réseaux informatiques, les périphériques, afficher des fenêtres, des dialogues, des widgets, ou traiter des erreurs. Il permet également d'utiliser des services tels que DirectX, GDI, OpenGL ou MAPI, ainsi que des services offerts par des objets COM ou ActiveX. Win32 est disponible sur les produits des branches Windows 9x, Windows NT et Windows CE.
Les produits de la famille Windows sont livrés avec une gamme de programmes qui permettent de leur ajouter des fonctionnalités, parmi lesquels des jeux, des serveurs et des applications,.

### Applications
- Le navigateur web Internet Explorer, et Microsoft Edge pour Windows 10 et 11 ;
- La messagerie instantanée Windows Live Messenger (abandonnée en avril 2013, remplacée par Skype, puis Teams) ;
- La messagerie électronique Outlook Express (Outlook 2013 à partir de Windows 8) ;
- L'éditeur de texte Bloc-notes, le traitement de texte WordPad, et OneNote ;
- L'éditeur d'image matricielle Microsoft Paint (une autre version, Paint 3D, a été déployée parallèlement à partir de Windows 10 Creators Update) ;
- Le lecteur multimédia Windows Media Player ;
- L'éditeur de vidéos Windows Movie Maker (abandonné fin 2017, remplacé par Clipchamp) ;
- Le Microsoft Store (anciennement Windows Store) sous Windows 8, 10 et 11 ;
- La visionneuse d'images, Photos ;
- Cartes (et les services Windows comme Contacts, Calendrier ou Météo…).

### Jeux incorporés
Avant l'arrivée de Windows 10, quelques jeux étaient nativement installés. À partir de Windows 10 les jeux installés par défaut changent régulièrement, selon les partenariats avec les éditeurs. Aussi, certains jeux Microsoft gratuit affichent désormais des publicités, à moins de télécharger une version payante :
- le jeu d'échecs Chess Titans ;
- le démineur ;
- le solitaire devenu Microsoft Solitaire Collection sous Windows 10 ;
- un flipper 3D (Space Cadet) sur Windows NT 4.0 Workstation et Windows XP, il a disparu dans les systèmes d'exploitation ultérieurs ;
- le jeu de cartes FreeCell.

### Logiciels serveurs
- Le serveur web IIS, un serveur d'impression, le serveur d'annuaire Active Directory et Active Directory Federation Services, le serveur de groupware Windows SharePoint Services, les serveurs de fichiers CIFS et NFS, le lot de serveurs Windows Services for Unix ainsi que le service SNMP et l'outil d'administration MMC. Ces programmes sont automatiquement démarrés ou arrêtés par le Service Control Manager - le logiciel de contrôle de serveurs.

## Suite des versions de Windows

### Systèmes abandonnés par Microsoft
Microsoft a développé d’autres systèmes que ceux que l’on connaît, cependant ces derniers ont été abandonnés pour des raisons diverses :
- Microsoft Neptune conçu à la base pour donner une version familiale de Windows 2000, est en quelque sorte le projet embryonnaire de Windows XP ;
- Microsoft Bob conçu pour remplacer le gestionnaire de programme dans Windows 3.1x et Windows 95 mais a été un échec flagrant qui a conduit à son abandon rapide (avant la sortie de Windows 98).

### Systèmes non distribués par Microsoft
Certains autres systèmes assurent une compatibilité plus ou moins complète avec Windows :
- ReactOS est un système d’exploitation en développement visant à être compatible avec NT 5[20] ;
- Wine est un ensemble de bibliothèques permettant d’exécuter des logiciels conçus pour Windows sur les systèmes Unix et Linux.

## Controverses
Au cours des années 1990, en particulier dans sa version 95, Windows couvre alors les neuf dixièmes du marché des systèmes d’exploitation et des applications bureautiques pour PC. En janvier 2007, il est installé sur plus de 95 % des ordinateurs personnels, la grande majorité des ordinateurs étant vendus avec un système Windows préinstallé par le constructeur (licence OEM). En conséquence, ses concurrents l’accusent de monopole et de pratiques commerciales déloyales, et engagent des poursuites antitrust à son encontre dans de nombreux pays, notamment aux États-Unis et en Europe.
Ces pratiques de vente subordonnée des systèmes d’exploitation de Microsoft lors de l’achat d’ordinateurs neufs font que certains utilisateurs considèrent ces logiciels Windows, quels que soient leurs défauts et qualités, comme des « racketiciels » en référence à l'illégalité de la pratique, au moins en France.
En janvier 2004, le commissaire européen à la Concurrence, Mario Monti, a ordonné à Microsoft de remédier à la fourniture systématique de son lecteur multimédia Windows Media Player dans Windows XP. Se pliant à cette exigence, Microsoft a tenté de mettre en vente Windows Limited Media Edition au même prix que la version normale avec Windows Media Player. Ce procédé a déplu à la Commission, laquelle demandait à la fois que l’entreprise fournisse ce produit pour « améliorer la situation du marché », tout en ne le faisant pas savoir. Se pliant à cette dernière exigence, Microsoft a donc offert, à partir du 14 juin 2004, une version de Windows amputée à grands frais de ce logiciel sous la dénomination de Windows XP « N », mais qui n’a pas été un succès commercial. Il s’avère que, non seulement RealPlayer — qui avait inspiré ces poursuites à RealNetworks pour concurrence déloyale — reste compétitif, mais qu’il utilise même des ressources de Windows Media Player pour son fonctionnement.

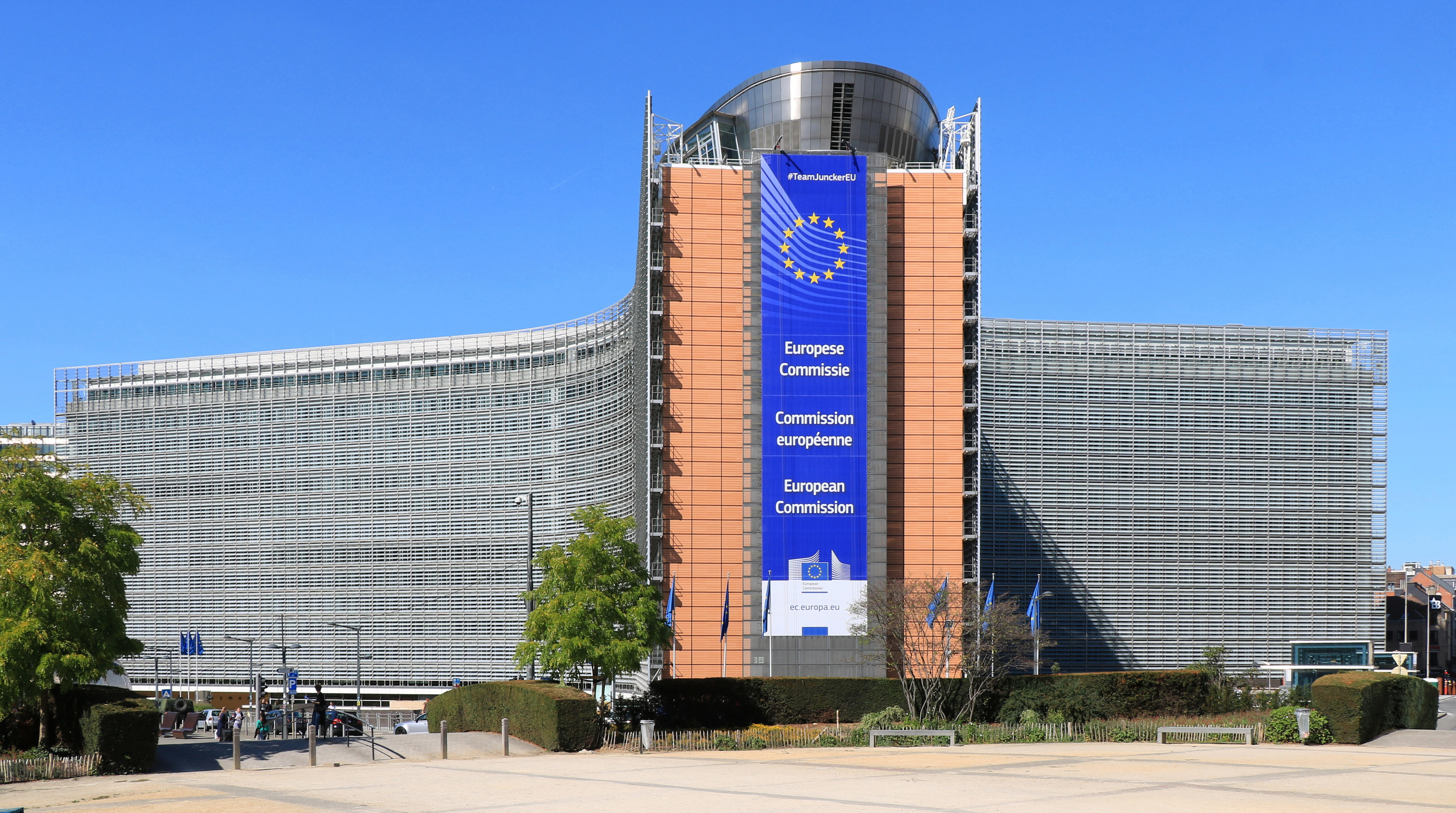
La Commission européenne, qui a imposé des amendes à Microsoft en 2004, 2008 et 2013.

Entre 2004 et 2013, Microsoft est condamné à plus de 2 milliards d'euros d'amende par la Commission européenne pour entrave à la concurrence et divers abus de position dominante,,, notamment en raison de l'utilisation de sa position sur le marché des systèmes d'exploitation pour imposer Internet Explorer (qui deviendra un monopole de fait pendant une décennie), ainsi que pour ne pas avoir mis en place le « Ballot Screen », qui lui avait été imposé par l'Union européenne et qui permettait aux utilisateurs de choisir un autre navigateur,,.
Microsoft est critiqué pour ses pratiques anticoncurrentielles dans le monde. Le département de la Justice des États-Unis a révélé en 2006 que Microsoft utilise le slogan « Embrace, extend and extinguish », ou « Embrace, extend, and exterminate » (en français, « Adopte, étend et anéantit/extermine ») pour décrire sa stratégie d’introduction de produits : adopter des standards largement utilisés, les étendre de façon à créer des standards propriétaires, puis utiliser les différences au détriment de ses concurrents.
Depuis mars 2024, la législation européenne sur les marchés numériques impose de pouvoir désinstaller des applications qui sont installées par défaut, telles que Cortana ou le navigateur Edge.

## Pannes
En juillet 2024, une panne informatique mondiale touchant les ordinateurs et appareils utilisant Windows 11 avec le logiciel CrowdStrike rend ce système d'exploitation inutilisable à cause d'une mise à jour imparfaite. Elle provoque dans le monde entier l'arrêt de 8,5 millions d'ordinateurs. Les lieux et services les plus touchés sont les aéroports, les banques, les hôtels, les hôpitaux, la grande distribution, les marchés financiers, la restauration, les services de diffusion gouvernementaux comme les numéros d'appels d'urgence et des sites internet[réf. souhaitée]. 